# Дивовижний світ Гамбола
«Дивовижний світ Гамбола» (англ. The Amazing World of Gumball) — мультсеріал Великої Британії та США, створений Беном Буклетом для каналу «Cartoon Network». Прем'єра в США відбулася 3 травня 2011 року.
В Україні показ першого сезону мультсеріалу відбувся на каналі ПлюсПлюс у 2013 році.

## Сюжет
Серіал розповідає про життя 12-річного синього кота Гамбола та його найкращого друга прийомного брата золоту рибку Дарвіна, які навчаються в середній школі вигаданого міста Елмор. Вони часто потрапляють в різні складні ситуації, з яких їм доводиться вибиратися з допомогою своєї сім'ї, однокласників та жителів міста.

## Список серій
| Номер сезону | Кількість серій | Прем'єра в США | Закінчення в США  |
| ------------ | --------------- | -------------- | ----------------- |
| 1            | 36              | 3 травня 2011  | 13 березня 2012   |
| 2            | 40              | 7 серпня 2012  | 3 грудня 2013     |
| 3            | 40              | 5 червня 2014  | 6 серпня 2015     |
| 4            | 40              | 7 липня 2015   | 27 жовтня 2016    |
| 5            | 40              | 1 вересня 2016 | 10 листопада 2017 |
| 6            | 44              | 5 січня 2018   | 24 червня 2019    |
| 7            | 40              | 2025           |                   |

## Виробництво
Персонажі серіалу створені за прототипами створених раніше Бенджаміном Боклетом для різних рекламних роликів. Боклет об'єднав все в ідею шоу про шкільне та сімейне життя підлітків і запропонував її телеканалу Cartoon Network. Телеканал був зацікавлений в такого роду програмах, і представник «Turner Broadcasting» Даніель Леннард дав згоду на виробництво серіалу, який став першим, створеним в студії Cartoon Network Development Studio Europe. Згодом в його виробництві взяли участь Studio SOI і Great Marlborough Productions Limited.
Однією з головних особливостей шоу є відсутність єдності стилю — всі персонажі намальовані і анімовані по-різному (мальована, лялькова, театрально-лялькова, комп'ютерна, flash-анімації, стоп-Моушн).
Перший сезон розпочався виходом в ефір 3 травня 2011 року першого епізоду «The DVD» і був закінчений виходом 36-го епізоду «The Fight» 13 березня 2012 року. 17 березня того ж року був анонсований 2 сезон, який буде складатися з 40 епізодів. Вихід 3-го сезону був підтверджений у жовтні 2012 року. У лютому 2013 року шоу взяло перерву і повернулося у червні того ж року.
7 вересня 2015 року Бенджамін Боклет також підтвердив, що у шоу буде кросовер з іншим шоу на Cartoon Network, який буде частиною 5-го сезону.
6 вересня 2016 року творець серіалу Боклет підтвердив, що залишає шоу, і шостий сезон буде його останнім сезоном. В інтерв'ю з газетою The Times Боклет згадав плани про створення повнометражної адаптації шоу. Але після того, як він оголосив про свій майбутній відхід і можливе закриття шоу, він заявив, що плани про створення фільму будуть переглянуті. Пізніше, студія Cartoon Network оголосила, що, незважаючи на рішення Бена Боклета залишити серіал після кінця шостого сезону, виробництво шоу може бути продовжено без нього.